# Return to Paradise
Return to Paradise es una película de suspenso y drama estadounidense de 1998 dirigida por Joseph Ruben, escrita por Wesley Strick y Bruce Robinson, y protagonizada por Vince Vaughn, Anne Heche y Joaquin Phoenix. Es un remake de la película francesa Force majeure de 1989. La cinta llegó a los cines en agosto de 1998.
Tres amigos viajan hacia Malasia, en la cual se divierten mucho con alcohol, mujeres y droga. Mientras dos de ellos deciden regresar a casa, el otro decide quedarse. Le dejan toda la droga que habían conseguido y las autoridades del país se la encuentran. El peso de la droga supera el que está permitido por persona y ese delito está penado con pena de muerte. De modo que los otros dos amigos que volvieron a casa deben decidir si ayudarle, ya que si confiesan que la droga también era suya, la cantidad de droga se divide entre tres y no superaría la tasa máxima. El dilema moral que se les plantea a estos dos hombres es el siguiente: perder tres años de su vida e ir a Malasia a cumplir condena o dejar que su amigo pague todas las culpas con su vida.
El mismo año del estreno de Return to Paradise, Vaughn coincidió nuevamente con Heche en Psicosis y con Phoenix en Clay Pigeons.

## Trama
Tres amigos, Lewis McBride, Sheriff y Tony, se encuentran de vacaciones en un paraíso de Malasia. Entre sus aventuras se incluye la compra de una bolsa grande de hachís a un traficante de drogas. Los tres hombres terminan en su casa frente a la playa en el océano reflexionando sobre su futuro en la isla paradisíaca.
Tony y Sheriff deciden regresar a Nueva York, mientras que Lewis, siendo un ambientalista, desea viajar a Borneo para salvar a los orangutanes en peligro de extinción. El último día, tiran el hachís restante a la basura. A medida que pasa el tiempo en Nueva York, Sheriff trabaja como conductor de limusina y Tony como arquitecto.
Una joven abogada llamada Beth les informa que su amigo Lewis ha pasado los últimos dos años en la prisión de Penang, en Malasia, a causa del hachís encontrado en su casa de Malasia. Ella revela que recibirá la sentencia de muerte a menos que uno o ambos hombres vuelvan a compartir la responsabilidad. Beth les asegura a ambos que no sufrirán en prisión, ni serán torturados ni dañados de ninguna manera. Después de ocho días agotadores, durante los cuales deben tomar una decisión, Beth y Sheriff comienzan una acalorada historia de amor, y ambos deciden regresar a Malasia. A su llegada, todo parece ir bien hasta que visitan la prisión para ver a Lewis.
Lewis parece haber sufrido daños psicológicos por el duro encarcelamiento, aunque se informa que no ha sido torturado ni hecho pasar hambre como ocurre con otros prisioneros. Posteriormente, Beth revela que es la hermana de Lewis y ha estado manipulando descaradamente a los dos hombres. Su mentira hace que Tony tenga miedo del sistema de justicia de Malasia, por lo que abandona a Lewis y vuela de regreso a Estados Unidos. En un principio, Sheriff sigue a Tony, pero decide enfrentarse a la cárcel para salvar a su amigo y regresa a la sala del tribunal en la que se está juzgando a Lewis.
El juez parece alentado por este acto de valentía, hasta que descubre un recorte de noticias de un periódico estadounidense que culpa al sistema de justicia malayo y lo condena por la dura sentencia impuesta a Lewis. Debido a esto, se enfurece y sentencia a muerte a Lewis, a pesar de la decisión Sheriff de aceptar su parte de responsabilidad. También le impone Sheriff un período de cárcel desconocido.
Mientras Lewis es conducido a su ejecución, Sheriff escucha sus gritos y forcejeos. Desde una ventana, consigue llamarlo para asegurarle repetidamente que no está solo. En respuesta, Lewis se calma justo antes de ser ahorcado y muere en silencio.
Sheriff le asegura a Beth que Lewis, a pesar de su deterioro emocional, parecía en paz en sus momentos finales. Ella se emociona y besa a Sheriff como señal de su amor y conexión. Beth le dice que el fiscal general ha dicho que el gobierno de Malasia lo liberará dentro de seis meses, una vez que la atención de los medios disminuya, para salvar las apariencias. Mientras el guardia se lleva a Sheriff, Beth dice que llevará a su hermano a casa y luego regresará a Malasia para esperar su liberación.

## Elenco
- Vince Vaughn - John «Sheriff» Volgecherev
- Anne Heche - Beth Eastern
- Joaquin Phoenix - Lewis McBride
- David Conrad - Tony Croft
- Vera Farmiga - Kerrie
- Nick Sandow - Ravitch
- Jada Pinkett Smith - M.J. Major
- Miko Hughes - Henry Colman
- Raymond J. Barry - Padre de Sheriff

## Producción
El director Joseph Ruben seleccionó a Vince Vaughn después de verlo en Swingers (1996). El actor, por su parte, recomendó a Joaquin Phoenix para actuar en Return to Paradise después de trabajar con él en Clay Pigeons (1998). La filmación tuvo lugar en Nueva York, Hong Kong, Macao, Tailandia y, durante tres días en diciembre de 1997, en la Eastern State Penitentiary de Filadelfia.

## Recepción

### Taquilla
Return to Paradise recaudó 2 465 129 dólares en su primer fin de semana en los Estados Unidos (ocupando el puesto catorce en taquilla en general), con un promedio por sala de 2554 dólares. La recaudación nacional final de la película de 8 341 087 dólares no logró recuperar su presupuesto de catorce millones de dólares.

### Crítica
La película recibió críticas en su mayoría positivas. Rotten Tomatoes le dio un índice de aprobación del 72 %, basado en 46 reseñas, con una calificación promedio de 6,6/10. En Metacritic tiene una calificación de 54 sobre 100 basada en reseñas de 22 críticos. El público encuestado por CinemaScore le dio a la película una calificación promedio de «B» en una escala de A+ a F.
Roger Ebert, del Chicago Sun-Times, le dio a la película un 3,5 sobre 4 y escribió: «Return to Paradise ha sido comparado con Midnight Express, otra película sobre un estadounidense irreflexivo que se enfrenta a la pérdida de su vida en prisión lejos de casa. Esa fue más una película más visceral. Esta es más cerebral. Al igual que Sheriff y Tony, la historia nos atrae en ambos sentidos: queremos que regresen y salven a Lewis, pero no estamos exactamente seguros de que haríamos lo mismo. Ese es, en pocas palabras, el dilema del prisionero». Owen Gleiberman de Entertainment Weekly escribió: «Return to Paradise suena tan efectista como un episodio de Twilight Zone, pero no lo es. La película sigue la semana en la que Sheriff lucha por descubrir su conciencia y nos pone en contacto con su alma inquieta y dividida».
Janet Maslin de The New York Times escribió: «Como Sheriff, el Sr. Vaughn proyecta un escepticismo y una frialdad profundamente arraigados que dan suspenso a la historia; parece bastante capaz de mantener la distancia y dejar morir a Lewis. Y el Sr. Phoenix, aunque no se ve a menudo después del vívido prólogo malayo de la película, transmite el terrible patetismo de la situación de Lewis, pero mientras la formidable Beth Eastern de la señora Heche hace todo lo posible para manipular a los otros personajes en nombre de Lewis, Return to Paradise trata el peso abstracto de un debate ético en lugar de la urgencia visceral de un thriller. Aunque el reloj avanza lo suficiente como para mantener la tensión de la historia, la película finalmente parece ser un estudio de personajes en busca de una trama apasionante».

### Premios
Dos de los actores fueron nominados a los premios Csapnivaló de Hungría a los mejores intérpretes en 2000.
| Año  | Premio                    | Categoría    | Receptor        | Resultado |
| ---- | ------------------------- | ------------ | --------------- | --------- |
| 2000 | Premios Csapnivalo Awards | Mejor actriz | Anne Heche      | Candidata |
| 2000 | Premios Csapnivalo Awards | Mejor actor  | Joaquin Phoenix | Candidato |